# Serie D (pallavolo maschile)
La Serie D, viene organizzata annualmente dai comitati regionali della FIPAV (Federazione Italiana Pallavolo): è articolata su gironi composti da squadre di una stessa regione ad eccezione delle squadre del Molise inserite nel girone dell'Abruzzo, e della Valle d'Aosta inserite nei gironi del Piemonte. Ogni Comitato Regionale stabilisce il numero delle squadre del proprio territorio partecipanti ai campionati e il numero di gironi in cui vengono suddivise (di solito sono il doppio dei gironi di Serie C gestiti dallo stesso Comitato), il numero delle promozioni in Serie C e il numero delle retrocessioni in Prima Divisione.